# Banfora

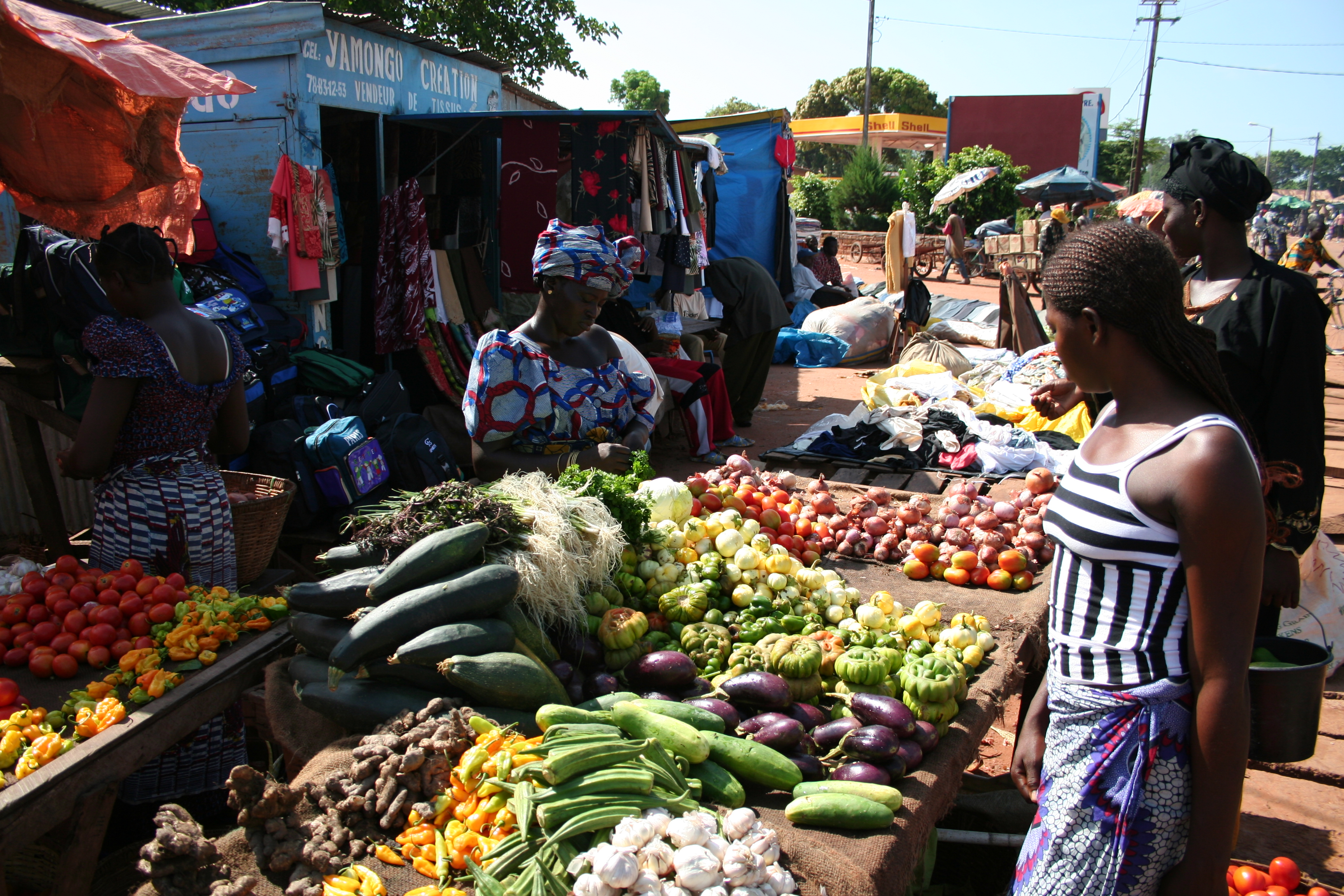
Der Markt von Banfora bietet eine reiche Auswahl lokaler Erzeugnisse

Banfora ist ein wichtiges städtisches Verwaltungszentrum im westafrikanischen Staat Burkina Faso. Die Stadt ist Hauptgemeinde des Departements gleichen Namens und zugleich Hauptstadt der Provinz Comoé und der Region Cascades. Sie liegt im Südwesten des Landes an der Chaîne de Banfora. In der 15 Sektoren umfassenden Stadt leben 63.300 Einwohner (Zensus 2007) und im Departement Banfora, in dem sich noch 22 Dörfer befinden, 109.824 Einwohner (Zensus 2006).
Banfora liegt an der Eisenbahnstrecke von Ouagadougou nach Abidjan. Rund um Banfora befinden sich riesige Zuckerrohrplantagen, das Zentrum der burkinischen Zuckerindustrie. Außerdem werden in Banfora Phytopharmaka und ätherische Öle hergestellt.
Von Banfora aus können die Natursehenswürdigkeiten der Region besucht werden, z. B. Cascades de Banfora (= C. de Kerfiguéla), Dômes de Fabédougou, Tengrélasee und Pics de Sindou.
Banfora ist Sitz des Bistums Banfora. Nordöstlich der Stadt liegt der Flugplatz Banfora.